# البنك المركزي التايواني

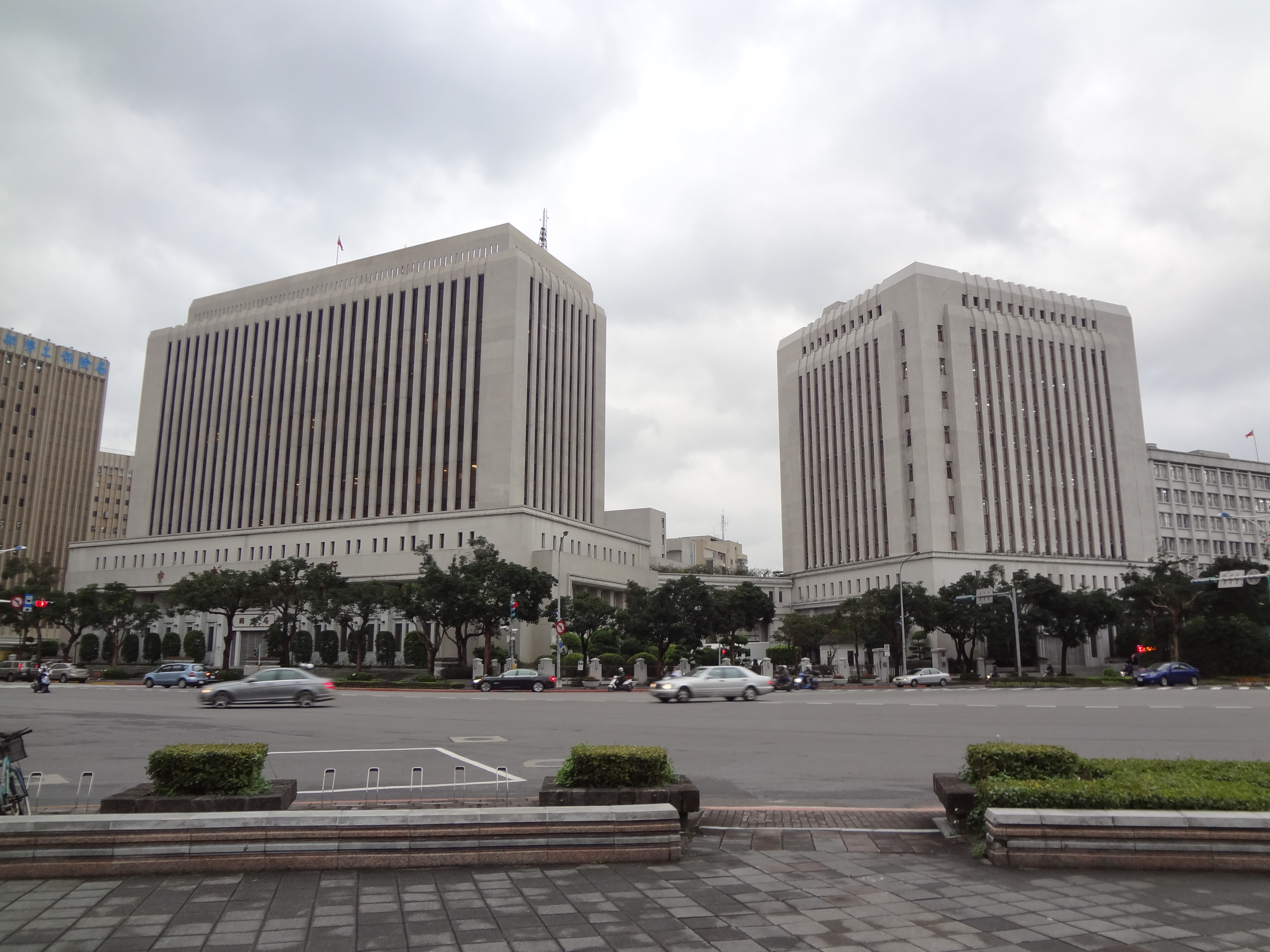
مقر البنك المركزي لجمهورية الصين (تايوان) في تايبيه، تايوان.

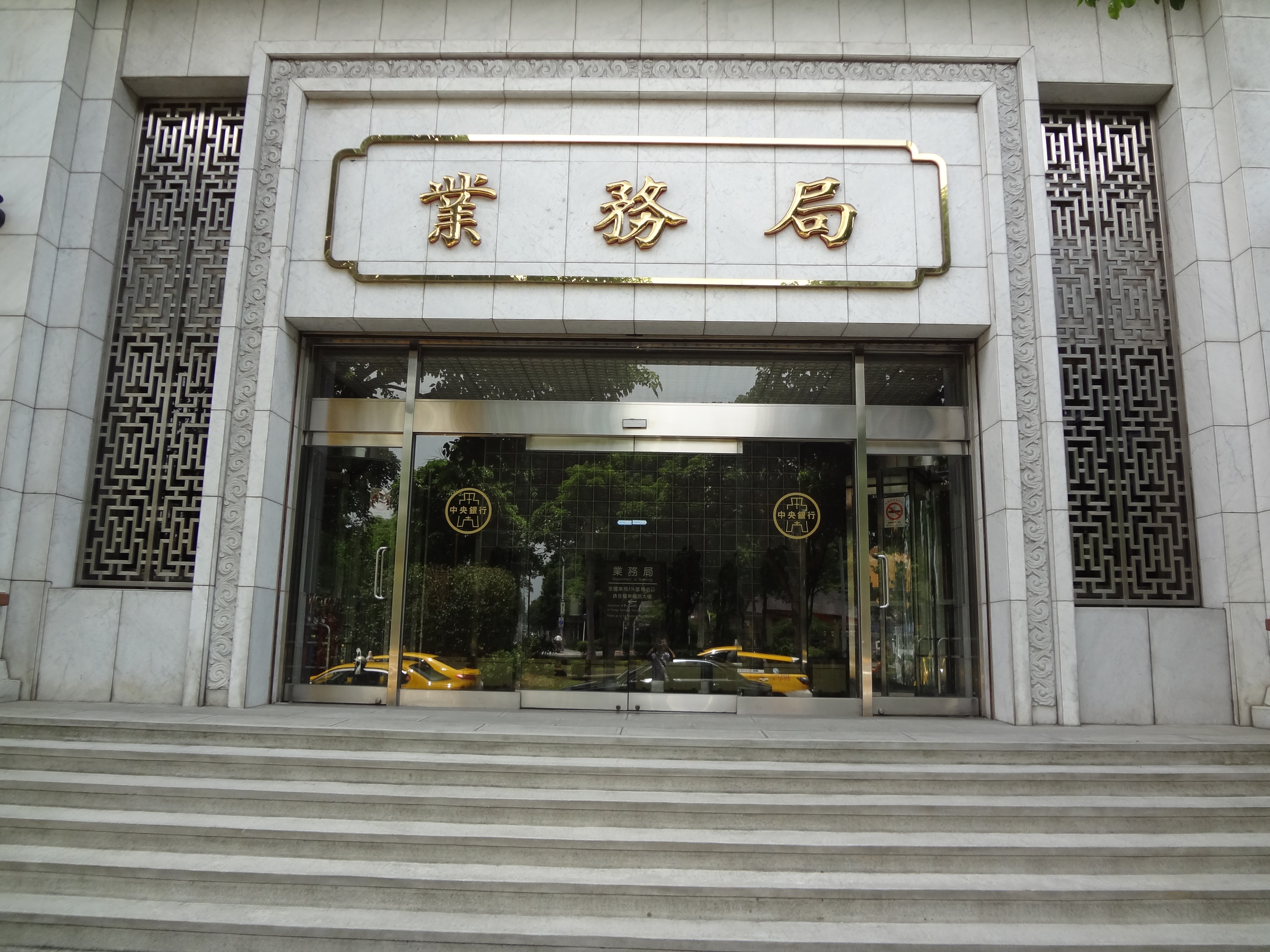
قسم البنوك

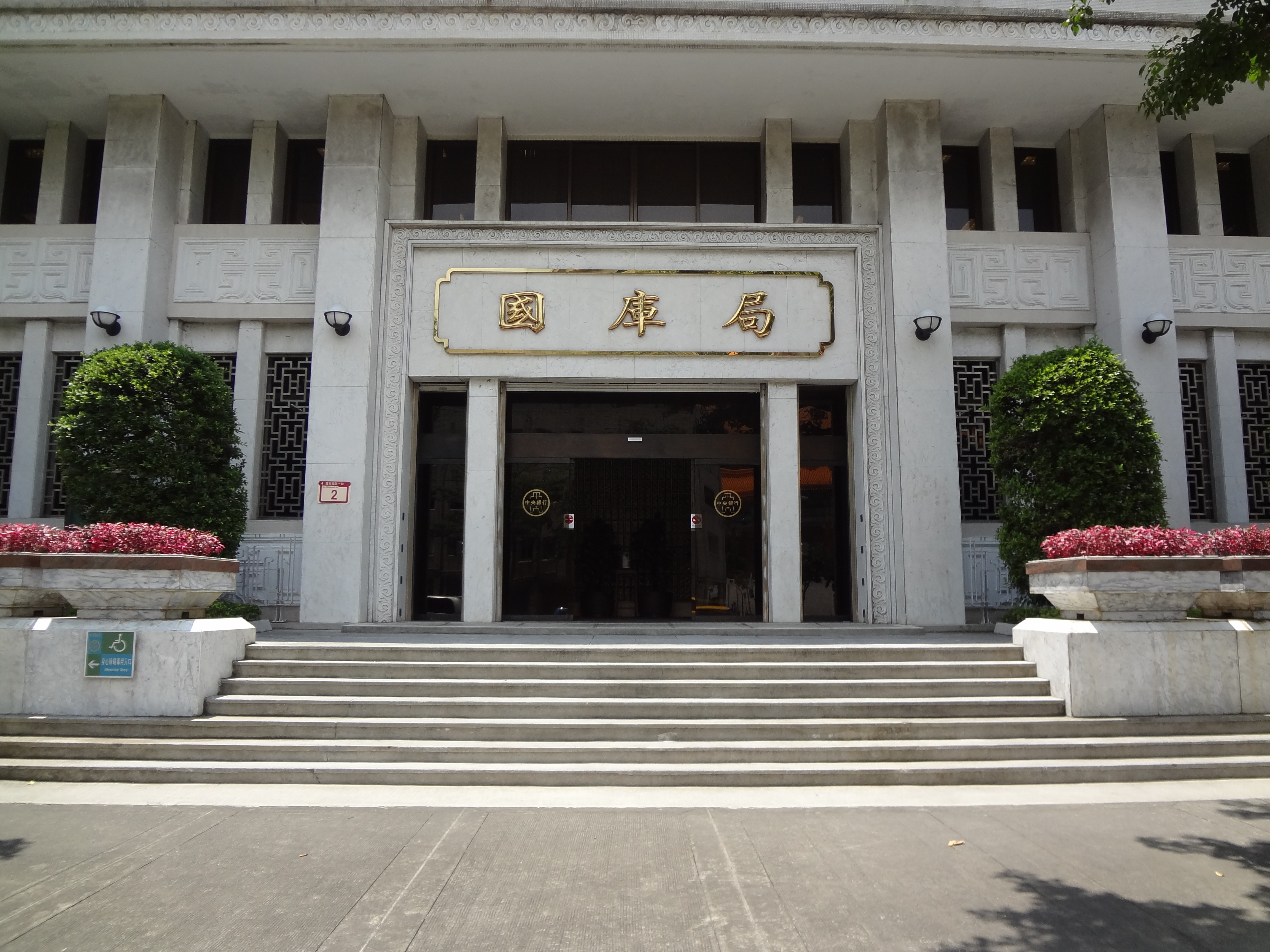
وزارة الخزانة

البنك المركزي لتايوان،  المعروفة باللغة الإنجليزية من عام 1924 إلى عام 2007 باسم البنك المركزي التايواني،  هو البنك المركزي لجمهورية الصين، المعروف الآن باسم تايوان. يترجم حرفيا اسمها القانوني والشائع باللغة الصينية باسم «البنك المركزي». يدار البنك المركزي تحت اليوان التنفيذي لحكومة تايوان.

## روابط خارجية
- البنك المركزي التايواني  على فيسبوك.